# Sébastien Japrisot
Sébastien Japrisot (bürgerlich: Jean-Baptiste Rossi; * 4. Juli 1931 in Marseille; † 4. März 2003 in Vichy) war ein französischer Schriftsteller, Drehbuchautor, Regisseur und Übersetzer. Sein Pseudonym ist ein Anagramm seines bürgerlichen Namens. Japrisot gilt als einer der einflussreichsten französischen Krimiautoren.

## Werk
Japrisots erster Roman Prélude d’amour (Les mal partis) erschien 1950 in Frankreich und den USA noch unter seinem bürgerlichen Namen Jean-Baptiste Rossi. 1953 übersetzte er J. D. Salingers Roman Der Fänger im Roggen ins Französische. Neben seiner schriftstellerischen Tätigkeit arbeitete er in einer Pariser Werbeagentur.
Im Jahr 1962 schrieb Japrisot den Kriminalroman Mord im Fahrpreis inbegriffen (Compartiment tueurs), der zu einem Bestseller wurde. 1965 wurde das Buch von Constantin Costa-Gavras mit Yves Montand verfilmt. Es folgten der Roman Piège pour Cendrillon, für den Japrisot 1963 mit dem Grand prix de littérature policière ausgezeichnet wurde, und 1966 der Roman La Dame dans l'auto avec des lunettes et un fusil, der mit dem Prix d'Honneur ausgezeichnet und zweimal verfilmt wurde: 1970 von Anatole Litvak und 2015 von Joann Sfar. 1977 folgte der Krimi Blutiger Sommer, den Jean Becker 1983 unter dem Titel Ein mörderischer Sommer (mit Isabelle Adjani) verfilmte, und 1991 Die Mimosen von Hossegor (Un long dimanche de fiançailles), sein letzter Roman (2005 unter dem Titel Mathilde – Eine große Liebe von Jean-Pierre Jeunet mit Audrey Tautou verfilmt).
Japrisot führte zweimal Regie: 1976 verfilmte er seinen Roman Les mal partis, 1988 folgte Juillet en septembre.

## Werke (auf Deutsch)
- Mord im Fahrpreis inbegriffen. Rowohlt, Reinbek 1964; ebd. 2018, ISBN 978-3-688-10943-2 (Compartiment tueurs, 1962)
- Falle für Aschenbrödel. Rowohlt, Reinbek 1965; ebd. 2018, ISBN 978-3-688-10935-7 (Piège pour Cendrillon, 1963)
- Porträt einer Dame im Auto mit Brille und Gewehr. Rowohlt, Reinbek 1967; ebd. 2018, ISBN 978-3-688-10939-5 (La Dame dans l’auto avec des lunettes et un fusil, 1966)
- Weekend im Tresor. Rowohlt, Reinbek 1970 (Adieu l’ami, 1968)
- Lauf, wenn du nicht schießen kannst. Rowohlt, Reinbek 1974; ebd. 2018, ISBN 978-3-688-10941-8 (La Course du lièvre à travers les champs, 1972)
- Blutiger Sommer. Rowohlt, Reinbek 1979; ebd. 2018, ISBN 978-3-688-10937-1 (L’Été meurtrier, 1977)
- Die Mimosen von Hossegor. Aufbau, Berlin 1996 (Un long dimanche de fiançailles, 1991)
  - Neuausgabe als: Mathilde – eine große Liebe. Aufbau, Berlin 2005, ISBN 3-7466-2117-8.

## Auszeichnungen
- 1963: Grand prix de littérature policière – Kategorie National für Compartiment tueurs (dt. Mord im Fahrpreis inbegriffen)
- 1968: Dagger Award – Kategorie Bester ausländischer Kriminalroman für The Lady in the Car with Glasses and a Gun (Original: La Dame dans l’auto avec des lunettes et un fusil; dt. Die Dame im Auto mit Sonnenbrille und Gewehr)
- 1978: Prix des Deux Magots für L’Été meurtrier (dt. Blutiger Sommer)
- 1981: Schwedischer Krimipreis – Kategorie Bester ins Schwedische übersetzte Kriminalroman für Vedergällningen (Original: L’Été meurtrier)
- 1984: César – Kategorie Bestes adaptiertes Drehbuch für L’Été meurtrier
- 1991: Prix Interallié[1] für Un long dimanche de fiançailles (dt. Die Mimosen von Hossegor)

## Verfilmungen
- 1965: Mord im Fahrpreis inbegriffen (Compartiment tueurs) – Regie: Constantin Costa-Gavras – Drehbuch nach seinem Roman
- 1965: Lebenshungrig (Piège pour Cendrillon) – Regie: André Cayatte – Roman Falle für Aschenbrödel als Vorlage und Mitarbeit beim Drehbuch von Cayatte und Jean Anouilh
- 1968: Bei Bullen „singen“ Freunde nicht (Adieu l’ami) – Regie: Jean Herman – Drehbuch
- 1969: Die Dame im Auto mit Brille und Gewehr (La dame dans l’auto avec des lunettes et un fusil) – Regie: Anatole Litvak – literarische Vorlage
- 1970: Der aus dem Regen kam (Le passager de la pluie) – Regie: René Clément – Drehbuch; 1971 nominiert für den Edgar Allan Poe Award in der Kategorie Best Motion Picture
- 1972: Treibjagd (La course du lièvre à travers les champs) – Regie: René Clément – Drehbuch
- 1975: Die Geschichte der O (Histoire d’O. ) – Regie: Just Jaeckin – Drehbuch
- 1975: Zum Freiwild erklärt (Folle à tuer) – Regie: Yves Boisset – Drehbuch nach dem Roman von Jean-Patrick Manchette[2][3][4]
- 1976: Love Story einer Nonne (Les Mal Partis) – Regie und Drehbuch
- 1982: Ein mörderischer Sommer (L’été meurtrier) – Regie: Jean Becker – Drehbuch nach seinem Roman
- 1988: Juillet en septembre – Regie und Drehbuch
- 1999: Ein Sommer auf dem Lande (Les enfants du marais) – Regie: Jean Becker – Drehbuch
- 2001: Un crime au Paradis – Regie: Jean Becker – Drehbuchmitarbeit
- 2004: Mathilde – Eine große Liebe (Un long dimanche de fiançailles) – Regie: Jean-Pierre Jeunet – literarische Vorlage: Die Mimosen von Hossegor[5] (2005 ausgezeichnet mit dem Edgar Allan Poe Award in der Kategorie Best Motion Picture)
- 2015: La dame dans l’auto avec des lunettes et un fusil – Regie: Joann Sfar – Drehbuch nach dem gleichnamigen Roman